# Tim Krause
Tim Krause (* 22. Januar 1971 in Nürnberg) ist ein deutscher Drehbuchautor, Politiker und Mitglied der AfD. Er ist Pressesprecher der AfD-Fraktion im Brandenburger Landtag. Bekanntheit erlangte Krause durch die Berichterstattung von Correctiv, nach der er am 25. November 2023 in der Villa Adlon in Potsdam an einem kontrovers diskutierten Treffen von Rechtsextremisten teilnahm.

## Leben
Krause studierte Wirtschaftswissenschaften und Wirtschaftsinformatik an der European Business School in Oestrich-Winkel sowie Philosophie, Wissenschaftstheorie, Geschichte und Germanistik in München und Potsdam. Von Ende der 1990er bis Ende der 2010er Jahre schrieb er Drehbücher, vor allem für Fernsehserien wie z. B. die Krimiserie SOKO München und die Arztserie Der Bergdoktor. Er ist als Autor, Produzent, Radio- und Fernsehjournalist sowie Formatentwickler in den Medien und im Start-Up-Geschäft tätig.
2014 erhielt er den Drehbuchpreis des Hessischen Filmpreises gemeinsam mit Numan Acar und Sinan Akkuş für Weihnachten unterm Halbmond, das jedoch bislang nicht verfilmt wurde.
Im Juli 2023 erhielt Krause eine Geldstrafe wegen Steuerhinterziehung.
Krause ist geschieden und Vater von drei Kindern.

## Politik
Krause ist seit 2016 Mitglied der AfD. Er saß im Vorstand des BV Friedrichshain-Kreuzberg und war als Berater in vier Landesverbänden sowie Wissenschaftlicher Mitarbeiter von René Springer im Deutschen Bundestag tätig. Im Jahr 2021 kandidierte er bei der Bundestagswahl für den Wahlkreis 61 (Potsdam – Potsdam-Mittelmark II – Teltow-Fläming II). Mit 9,2 % der Erst- und 9,9 % der Zweitstimmen platzierte er sich hinter den Kandidaten von SPD, Grünen und CDU, das Mandat ging an Olaf Scholz.
Krause ist Beisitzer im Landesvorstand der AfD Brandenburg und Pressesprecher der AfD-Fraktion im Brandenburger Landtag.

## Filmographie als Drehbuchautor (Auswahl)
- Rosamunde Pilcher: Der lange Weg zum Glück (mit Christine Hartmann), ZDF, 2000
- Der Wannsee-Mörder, Sat.1, 2002
- Berlin – Eine Stadt sucht den Mörder (mit Wolf Jakoby), Sat.1, 2003
- Tatort: Vergissmeinnicht (mit Christoph Darnstädt), NDR, 2010
- Inga Lindström: Millionäre küsst man nicht (mit Christiane Sadlo), ZDF, 2010
- Sprung ins Leben, ARD, 2014
- Inga Lindström: Das Postboot in den Schären (mit Beate Fraunholz und Rainer Ruppert), ZDF, 2017